# Tratado de semiótica general
Tratado de semiótica general (título original en italiano: Trattato di semiotica generale) es un libro de Umberto Eco, publicado por primera vez en italiano en 1975.
Como su propio nombre indica, este ensayo pretende ser - a modo del Curso de Lingüística General de Saussure-, un tratado cuya finalidad es definir y constituir la ciencia semiótica, su terminología y sus contenidos, partiendo del concepto general con el que el mismo Saussure intuye que debe ser el fin de esta ciencia, esbozando sus propósitos y sus límites. Es, hasta el momento, el proyecto más serio y fundado de acometer este estudio.